# Sofía Calero Díaz
Sofía Calero Díaz es una química española, catedrática y vicedecana del Departamento de Física Aplicada y Educación Científica de la Universidad Técnica de Eindhoven y de  la Universidad Pablo de Olavide (UPO), de Sevilla Su investigación se centra en la modelización computacional de materiales funcionales para aplicaciones en energías renovables. Fue galardonada con el Premio a la Excelencia Científica de la Real Sociedad Española de Química en 2018.

## Primeros años y educación
Sofía Calero nació en España. Asistió a la Universidad Complutense de Madrid, donde se doctoró en el año 2000 gracias a su trabajo sobre las propiedades termodinámicas de líquidos de moléculas complejas. Se mudó a la Universidad de Ámsterdam como becaria Marie Curie en el departamento de Ingeniería Química (2001-2003).

## Investigación y carrera
Se incorporó a la Universidad Pablo de Olavide en 2004 como investigadora del programa Ramón y Cajal y estableció un grupo que estudiaba nanomateriales para aplicaciones en tecnologías. Fue nombrada sucesivamente Profesora Contratada Doctor (2006), y Profesora Titular de Universidad (2009) hasta obtener la cátedra en 2017. Formó parte de la acción de Cooperación Europea en Ciencia y Tecnología sobre Ciencias de materiales computacionales para la división eficiente del agua con nanocristales de elementos abundantes. El programa pretendía desarrollar dispositivos de conversión de energía altamente eficientes (por ejemplo, células electroquímicas para dividir el agua). Calero fue responsable del desarrollo de las simulaciones Montecarlo del proyecto y contribuyó al software RASPA. Este es un paquete de simulación que permite el estudio de absorción y difusión en sistemas nanoporosos. 
En 2020 se trasladó a la Universidad Tecnológica de Eindhoven, donde fue nombrada vicedecana del Departamento de Física Aplicada y Educación Científica, y es directora de la cátedra de Materials Simulation & Modelling. Su actividad investigadora, en la disciplina de química computacional, comprende el diseño y desarrollo de materiales multifuncionales para tecnologías industriales sostenibles, obtención de energías limpias y reducción de emisiones de gases de efecto invernadero.

## Premios y honores
- 2005 — Marie Curie Excellence Award[11]
- 2011 — Consolidator Award del Consejo Europeo de Investigación[12]
- 2018 — Premio a la Excelencia Científica de la Real Sociedad Española de Química[13]
- 2020 — Irene Curie Grant[2]